# Dune: Prophecy
Dune: Prophecy è una serie televisiva statunitense, prequel/spin-off del film Dune (2021) diretto da Denis Villeneuve basato sull'omonimo romanzo di Frank Herbert. La serie, tratta dal romanzo del 2012 Sisterhood of Dune di Brian Herbert e Kevin J. Anderson ha debuttato su HBO il 17 novembre 2024.

## Trama
Le vicende sono ambientate circa 10.000 anni prima dei fatti riguardanti Paul Atreides, poco dopo il Jihad Butleriano, e raccontano i primi anni della sorellanza Bene Gesserit attraverso la storia di Valya Harkonnen e sua sorella Tula.

## Episodi
| Stagione       | Episodi | Prima TV |
| -------------- | ------- | -------- |
| Prima stagione | 6       | 2024     |

## Personaggi e interpreti

### Personaggi principali
- Valya Harkonnen (stagione 1-in corso), interpretata da Emily Watson (adulta) e da Jessica Barden (giovane), doppiata da Chiara Colizzi (adulta) e da Martina Felli (giovane).
Seconda madre superiora della Sorellanza e direttrice della scuola madre su Wallach IX.
- Tula Harkonnen (stagione 1-in corso), interpretata da Olivia Williams (adulta) e da Emma Canning (giovane), doppiata da Francesca Fiorentini (adulta) e da Letizia Ciampa (giovane).
Reverenda madre e sorella minore di Valya che insegna l'arte della manipolazione e del combattimento nella scuola.
- Desmond Hart (stagione 1-in corso), interpretato da Travis Fimmel, doppiato da Simone D'Andrea.
Soldato sopravvissuto da una missione su Arrakis, che cerca di ottenere la fiducia dell'imperatore a spese della sorellanza.
- Imperatrice Natalya (stagione 1-in corso), interpretata da Jodhi May, doppiata da Barbara De Bortoli.
Formidabile regale che unisce migliaia di mondi nel suo matrimonio con l'imperatore Corrino.
- Principessa Ynez (stagione 1-in corso), interpretata da Sarah-Sofie Boussnina, doppiata da Valentina Favazza.
Figlia unica di Natalya e Javicco che affronta le pressioni della sua responsabilità come erede al trono del Leone d'oro.
- Sorella Lila Cho Grace Berto-Anirul (stagione 1-in corso), interpretata da Chloe Lea, doppiata da Sara Labidi.
La più giovane accolita della Sorellanza e pro-pronipote di Raquella.
- Keiran Atreides (stagione 1-in corso), interpretato da Chris Mason, doppiato da Emanuele Ruzza.
Nuovo maestro di spada dei Corrino che allena la principessa.
- Sorella Mikaela (stagione 1-in corso), interpretata da Shalom Brune-Franklin, doppiata da Mattea Serpelloni.
Donna Fremen volitiva che serve la famiglia reale, originaria di Arrakis e spia per conto di Valya.
- Imperatore Javicco Corrino (stagione 1), interpretato da Mark Strong, doppiato da Francesco Prando.
Discendente della linea degli imperatori chiamato a governare l'Imperium e a gestire una fragile pace.
- Sorella Theodosia (stagione 1-in corso), interpretata da Jade Anouka, doppiata da Giulia Franceschetti.
Sorella di talento e ambiziosa che nasconde un pericoloso segreto sul suo passato.
- Barone Harrow Harkonnen (stagione 1-in corso), interpretato da Edward Davis, doppiato da Diego Gallo.
Politico che nutre un forte desiderio di elevare la sua casa al suo antico splendore.
- Lord Constantine Corrino (stagione 1-in corso), interpretato da Josh Heuston, doppiato da Manuel Meli.
Figlio illegittimo dell'imperatore Javicco che è lacerato tra la ricerca dell'approvazione di suo padre e la propria felicità.
- Sorella Jen (stagione 1-in corso), interpretata da Faoileann Cunningham, doppiata da Elena Perino.
Accolita che si sta formando nella scuola della Sorellanza.
- Sorella Emeline (stagione 1-in corso), interpretata da Aoife Hinds, doppiata da Erica Necci.
Accolita della Sorellanza e fervente religiosa discendente da una lunga stirpe di martiri.
- Raquella Berto-Anirul (stagione 1), interpretata da Cathy Tyson, doppiata da Graziella Polesinanti.
Prima madre superiora della Sorellanza e eroina delle guerre contro le macchine pensanti.
- Dorotea (stagione 1), interpretata da Camilla Beeput, doppiata da Ughetta D'Onorascenzo.
Reverenda madre, nipote di Raquella e zelota.
- Sorella Avila (stagione 1-in corso), interpretata da Barbara Marten, doppiata da Melina Martello.
Assistente di Valya e Tula.
- Evgeny Harkonnen (stagione 1), interpretato da Mark Addy, doppiato da Gianni Giuliano.
Zio di Valya, Tula e Griffin.
- Sonya Harkonnen (stagione 1), interpretata da Polly Walker.
Madre di Valya, Tula e Griffin.
- Griffin Harkonnen (stagione 1), interpretato da Earl Cave.
Fratello di Valya e Tula.
- Orry Atreides (stagione 1), interpretato da Milo Callaghan.
Interesse amoroso di Tula durante gli anni di adolescenza.
- Sorella Francesca (stagione 1), interpretata da Tabu (adulta) e da Charithra Chandran (giovane), doppiata da Ilaria Latini (adulta) e da Joy Saltarelli (giovane).
Ex amante dell'imperatore e madre di Constantine, il cui ritorno a palazzo stravolge l'equilibrio di potere nella capitale.

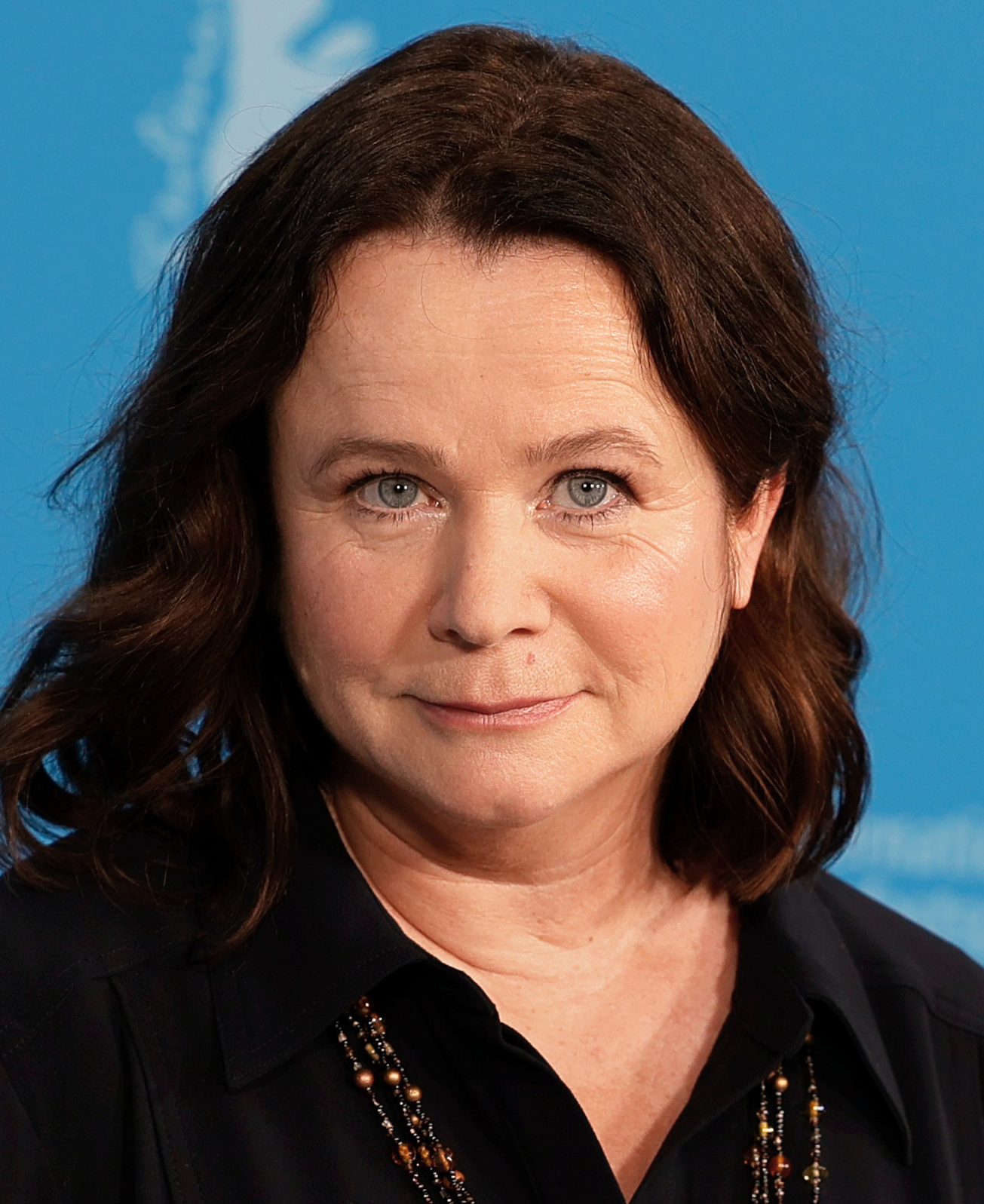
Emily Watson
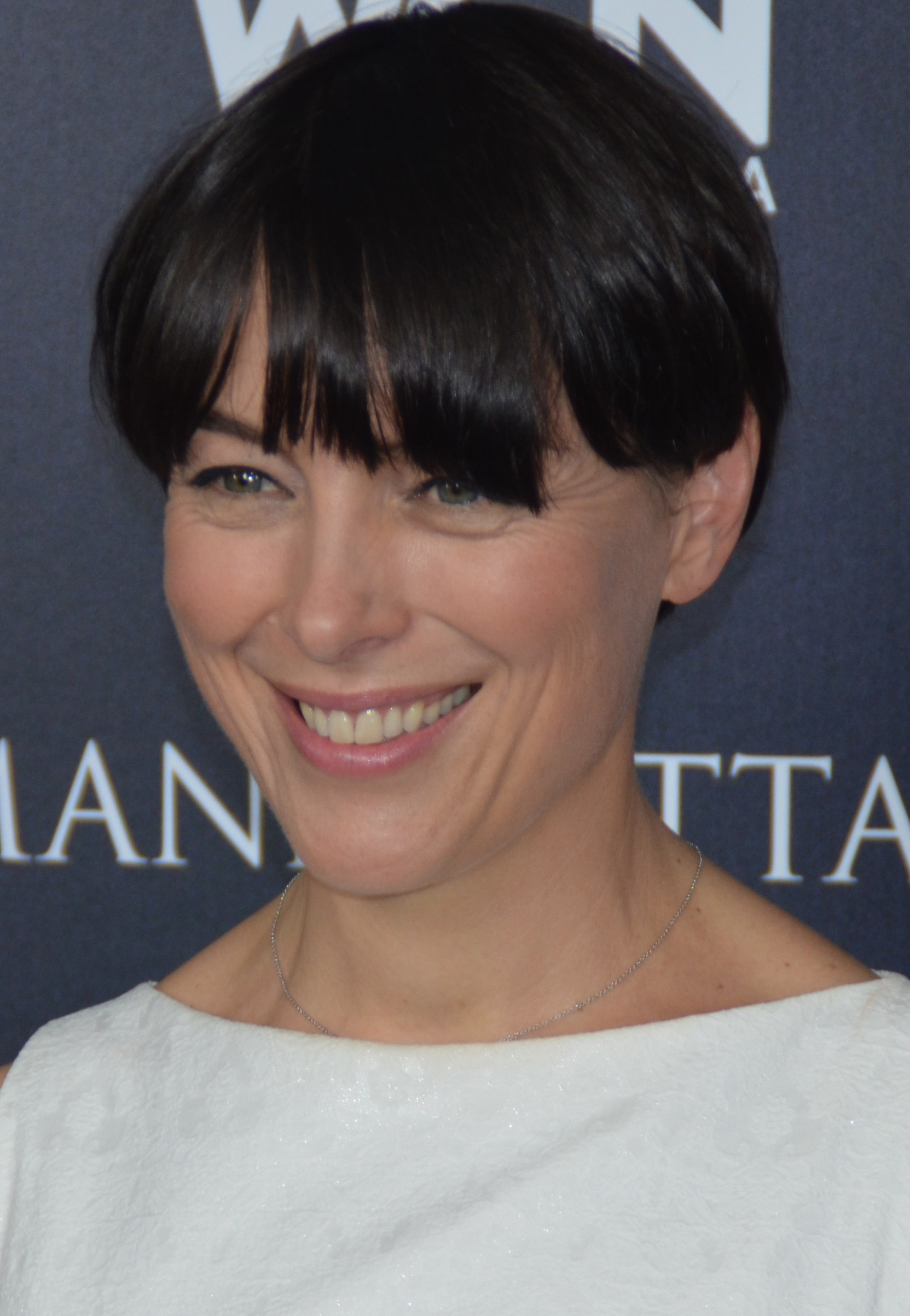
Olivia Williams
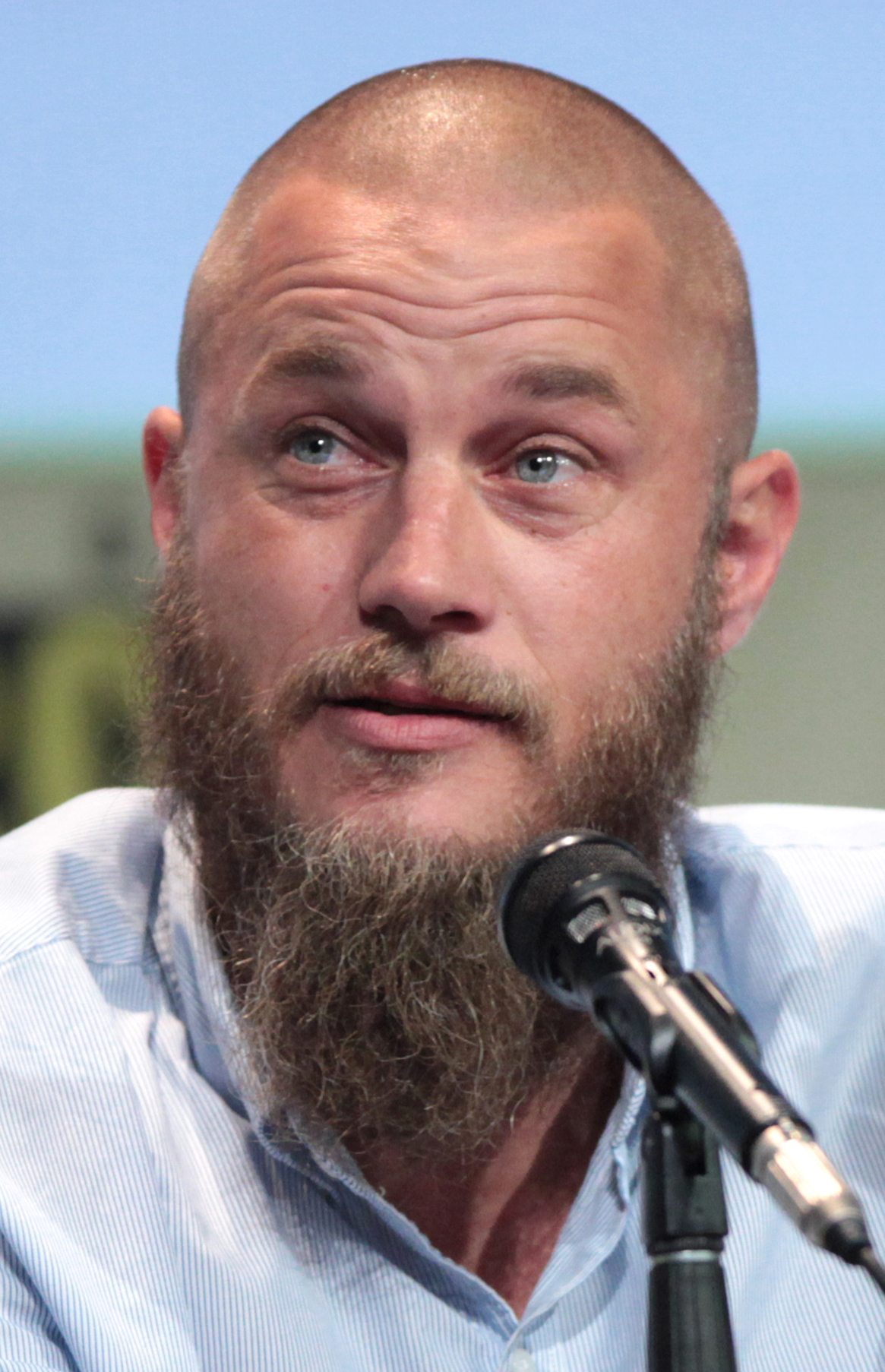
Travis Fimmel
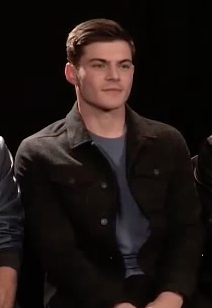
Chris Mason
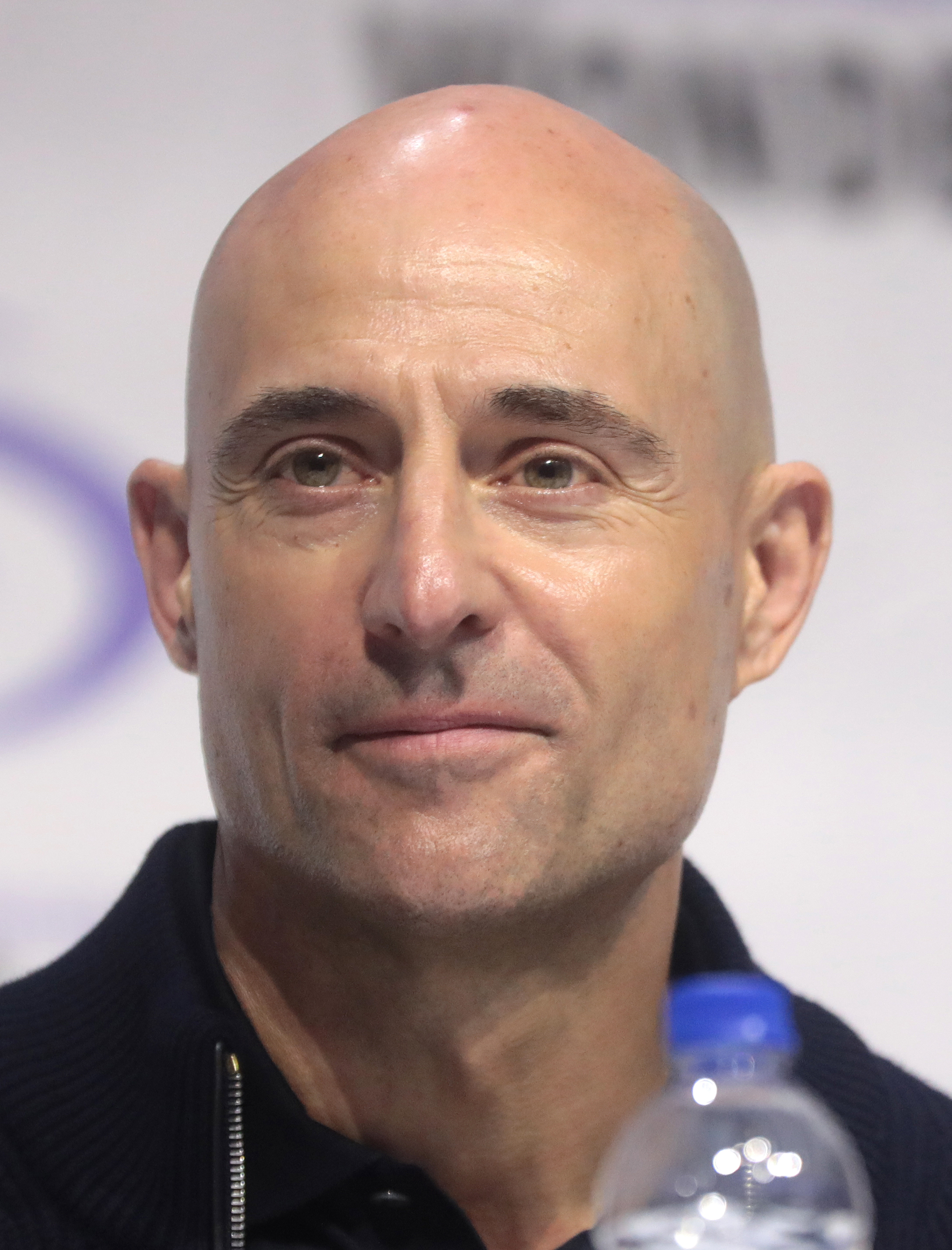
Mark Strong
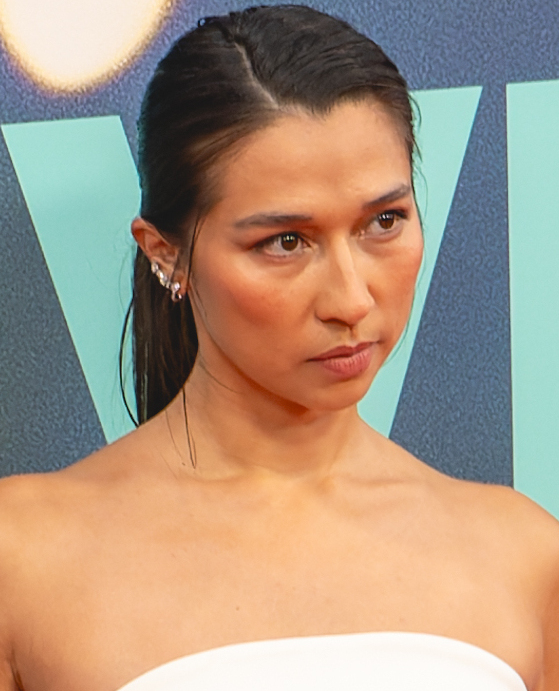
Aoife Hinds
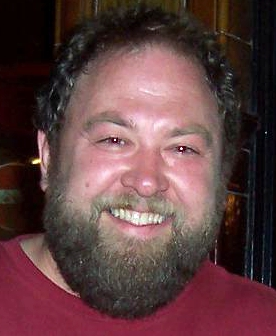
Mark Addy
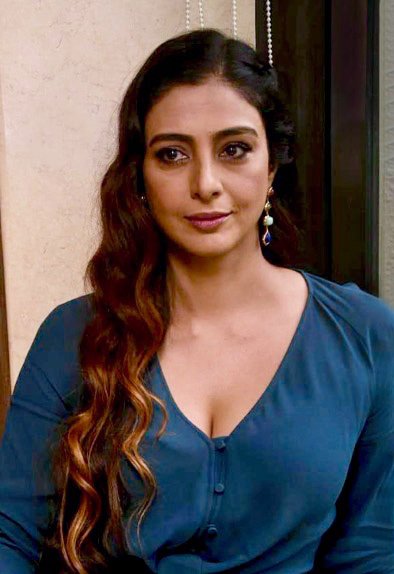
Tabu

### Guest star
- Kasha Jinjo (stagione 1), interpretata da Jihae (adulta) e da Yerin Ha (giovane), doppiata da Tiziana Avarista (adulta).
Reverenda madre e Veridica personale dell'imperatore.
- Duca Ferdinand Richese (stagione 1), interpretato da Brendan Cowell, doppiato da Massimo De Ambrosis.
Padre di Pruwet che offre all'imperatore una flotta per sottomettere i Fremen su Arrakis.
- Vera (stagione 1), interpretata da Flora Montgomery.
Reverenda madre e Veridica di casa Richese.
- Lord Pruwet Richese (stagione 1), interpretato da Charlie Hodson-Prior.
Giovane figlio del duca e promesso sposo a Ynez.
- Lady Shannon Richese (stagione 1), interpretata da Tessa Bonham Jones.
Sorella maggiore di Pruwet e amante di Constantine.
- Horace (stagione 1), interpretato da Sam Spruell, doppiato da Fabrizio Dolce.
Capo della ribellione contro l'Imperium.
- Sorella Nazir (stagione 1), interpretata da Karima McAdams, doppiata da Chiara Oliviero.
Medico della scuola Suk che ha studiato alla casa Madre.

## Produzione

### Sviluppo
Nel novembre 2016, la Legendary Entertainment aveva acquisito i diritti cinematografici e televisivi per il romanzo di Frank Herbert per la realizzazione di due film diretti da Denis Villeneuve (Dune (2021) e Dune - Parte due (2024)). In concomitanza con l'uscita del primo film fu annunciato una serie televisiva spin-off dal titolo Dune: The Sisterhood nel giugno 2019, prodotta per il servizio di WarnerMedia, l'allora servizio di streaming HBO Max con Villeneuve che doveva dirigere e produrre il pilot della serie e Jon Spaihts alla sceneggiatura. Entrambi sarebbero stati produttori esecutivi al fianco di Byron Merritt, Kim Herbert, Kevin J. Anderson, e il figlio di Herbert, Brian.
Nel novembre 2019, Spaihts ha lasciato la serie per concentrarsi sul secondo film di Dune. Diane Ademu-John era stata assunta come nuova showrunner entro luglio 2021. Con l'avanzamento della produzione del secondo film, Villeneuve non è più stato in grado di dirigere l'episodio della serie e venne sostituito da Johan Renck come regista per i primi due episodi nell'aprile 2022. Poco dopo l'inizio della produzione, Diane Ademu-John era uscita dal progetto come co-showrunner, ma rimase come produttore esecutivo. Nel febbraio 2023 il progetto venne messo in pausa. Nel novembre 2023 venne annunciato che la serie fu rinominata Dune: Prophecy e destinata a essere pubblicata sul servizio di streaming di Warner Bros. Discovery, Max.
Il 19 dicembre 2024 HBO ha rinnovato la serie per una seconda stagione.

### Casting
Nell'ottobre 2022 Emily Watson, Shirley Henderson, Indira Varma, Sarah-Sofie Boussnina, Shalom Brune-Franklin, Faoileann Cunningham, Aoife Hinds e Chloe Lea sono stati ingaggiati per recitare nella serie. Travis Fimmel si è unito al cast il mese successivo. Il 1º dicembre 2022 sono stati annunciati Mark Strong, Jade Anouka, Chris Mason, Josh Heuston e Edward Davis nel cast principale. Nel 2023 la Henderson lascia il progetto e nel mese di giugno, Olivia Williams è stata scelta per sostituirla. Uscita anche la Varma a causa di conflitti di programmazione si è unita al cast Jodhi May. Nel maggio 2024 Tabu è stata scelta nel cast della serie nel ruolo di sorella Francesca, mentre Jihae come la reverenda madre Kasha.

### Riprese
La serie era originariamente programmata per iniziare le riprese il 2 novembre 2020, a Budapest in Ungheria e in Giordania. La produzione iniziò il 22 novembre 2022, con il titolo di lavorazione di Dune: The Sisterhood. Nel luglio 2023, Deadline Hollywood ha riferito che la produzione doveva riprendere a Budapest tra gli scioperi della WGA e del SAG. Le riprese si conclusero a fine 2023.

### Colonna sonora
Jónsi era stato originariamente assunto per comporre la colonna sonora della serie. Tuttavia, nell'ottobre 2023, è stato sostituito da Volker Bertelmann.

## Promozione
Il 15 maggio 2024, viene pubblicato il primo teaser trailer della serie. Insieme al trailer, viene rivelato che la serie uscirà nell'autunno del 2024.
Il secondo teaser trailer è uscito il 18 luglio successivo annunciando il mese di novembre.

## Distribuzione
Negli Stati Uniti la serie è trasmessa su HBO dal 17 novembre 2024. In Italia va in onda su Sky Atlantic dal 18 novembre 2024.

### Edizione italiana
La direzione del doppiaggio è a cura di Rodolfo Bianchi, su dialoghi di Flora Staglianò, per conto di Studio Emme, con la collaborazione di Emanuele Manco in qualità di consulente.

## Accoglienza

### Critica
La serie ha ricevuto recensioni generalmente positive dalla critica. Su Rotten Tomatoes ha una percentuale di gradimento del 70% basato su 89 recensioni, con un voto medio di 6,25 su 10. Il consenso critico del sito web indica: «Sostenuta dalle credibili e formidabili interpretazioni di Emily Watson e Olivia Williams, Dune: Prophecy pecca del mordente dei film di Denis Villeneuve ma compensa con intrighi di palazzo audaci e coinvolgenti.» Su Metacritic ha un punteggio di 64 su 100 basato su 34 recensioni, indicando "recensioni generalmente favorevoli".

## Riconoscimenti
- 2025 – Premio Emmy[33]
  - Candidatura ai migliori costumi per una serie fantasy / fantascienza per l'episodio La mano nascosta
  - Candidatura alla miglior scenografia in una serie in costume o fantasy / fantascienza (un'ora o più) per l'episodio La mano nascosta
  - Candidatura ai migliori effetti speciali in una stagione o film TV
  - Candidatura al miglior brano in una sigla
- 2025 – Costume Designers Guild Awards[34]
  - Miglior costumi in una serie di fantascienza/fantasy a Bojana Nikitovic per l'episodio La mano nascosta
- 2025 – Visual Effects Society Awards[35]
  - Candidatura alla miglior ambientazione creata per un episodio, spot pubblicitario o progetto in tempo reale a Scott Coates, Sam Besseau, Vincent l'Heureux, Lourenco Abreu per il palazzo imperiale e Nils Weisbrod, David Anastacio, Rene Borst, Ruben Valente per lo spazioporto Zimia
- 2025 – Gotham Awards[36]
  - Candidatura alla miglior interpretazione non protagonista in una serie drammatica a Olivia Williams